# Metazygia nobas
Metazygia nobas là một loài nhện trong họ Araneidae.
Loài này thuộc chi Metazygia. Metazygia nobas được Herbert Walter Levi miêu tả năm 1995.